# عاشت في الظلام (فلم)
عاشت في الظلام فيلم مصري تم إنتاجه عام 1948، من تأليف وإخراج السيد زيادة و بطولة أمينة رزق ومحسن سرحان.

## فريق العمل
إخراج وتأليف: السيد زيادة
إنتاج: أفلام أبناء الصعيد
طاقم العمل:
- أمينة رزق
- محسن سرحان
- منسي فهمي
- وداد حمدي
- أحمد علام
- فاخر فاخر
- محمد الديب
- شهرزاد
- صفية حلمي
- إجلال زكي

## روابط خارجية
- مقالات تستعمل روابط فنية بلا صلة مع ويكي بيانات